# 平和条約
平和条約（へいわじょうやく）あるいは和平条約（わへいじょうやく）、講和条約（こうわじょうやく）（英語:peace treaty）とは、戦争状態を終結させるための条約。二つの敵対する勢力（通常は国家や政府）が、戦争や武力紛争の公式な終結を合意するものである。平和条約は、敵対状態の一時的な停止を合意する休戦協定（armistice）や、軍隊が武装を放棄することを合意する降伏（surrender）とは異なるものである。和約（わやく）ともいう。

## 平和条約の内容
平和条約では以下のことを目的に行われる。
- 戦争の終了と平和の回復の宣言

また、講和の条件として様々な事項が盛り込まれ得る。条約の内容は通常、条約を結ぶ原因になった紛争の性格を濃厚に反映する。
- 国境の公的な確定
- 将来問題が起こった場合の解決に向けた方法について
- 天然資源への両国のアクセス方法、配分方法
- 戦争犯罪人のおかれる状態
- 難民のおかれる状態
- 残っている負債の清算
- 所有権を主張する物の清算
- 禁止される行為の定義
- 現存する条約の再適用、または以前に締結した条約の無効化

平和条約や講和条約は、戦争や紛争の当事国に対して中立とみなされる地域で批准されることが多い。そしてこれら中立国からの使節が調印の証人として振舞う。数カ国同士の大規模な戦争の場合、関係国の全ての問題を包括する一つの国際条約や、関係国が個別に結ぶ別々の条約が結ばれることになる。
現代において、扱いにくい紛争状態を解決する際には、まず一時的な停戦が行われ、両方の勢力がいくつもの個別の段階を踏んでいく和平プロセス（和平交渉）によって双方による交渉が行われ、その中で暫定的な休戦協定締結によって戦争が中断し、最終的に互いに望ましいゴールへとたどり着き、平和条約が締結される。ただし、平和条約を締結することが困難である場合には、別途で戦争状態の終結が表明されることもある。日ソ共同宣言や東西ドイツと連合国の戦争状態終結（ドイツ最終規定条約）などはその例である。
平和条約は内戦において分離主義運動側が敗北した場合には締結されない（条約締結という行為は、紛争当事者の双方が互いを国家と認めることになるからである）。アメリカ南北戦争の終わりのように、普通は負けた側の軍隊が降伏し政府が崩壊する流れで自然に終結する。これとは対照的に、分離元の政府が独立政府を承認した場合には、アメリカ独立戦争における1783年のパリ条約のような平和条約を締結する場合もある。

## 国連の役割
第二次世界大戦後に国際連合が設立されると、国連は、国際紛争を解決するためのフォーラムという役割を模索し、しばしば和平プロセスおよび平和条約締結の場として役立った。国連が作る数々の国際条約や、国連加盟国に課せられた戦時における行為を制限し管理すべきという義務は、各国が全面戦争を行うという考えを抑制してきたといえる。しかしこれは、公式な宣戦布告が多くの場合受け容れられず、それゆえ戦争の終わりにあるべき平和条約も作られないことも意味する。朝鮮戦争はその例で、休戦協定により中断されているが、講和条約による終わりを迎えていない戦争である。

## 平和条約・講和条約の例

### カデシュの戦いの講和

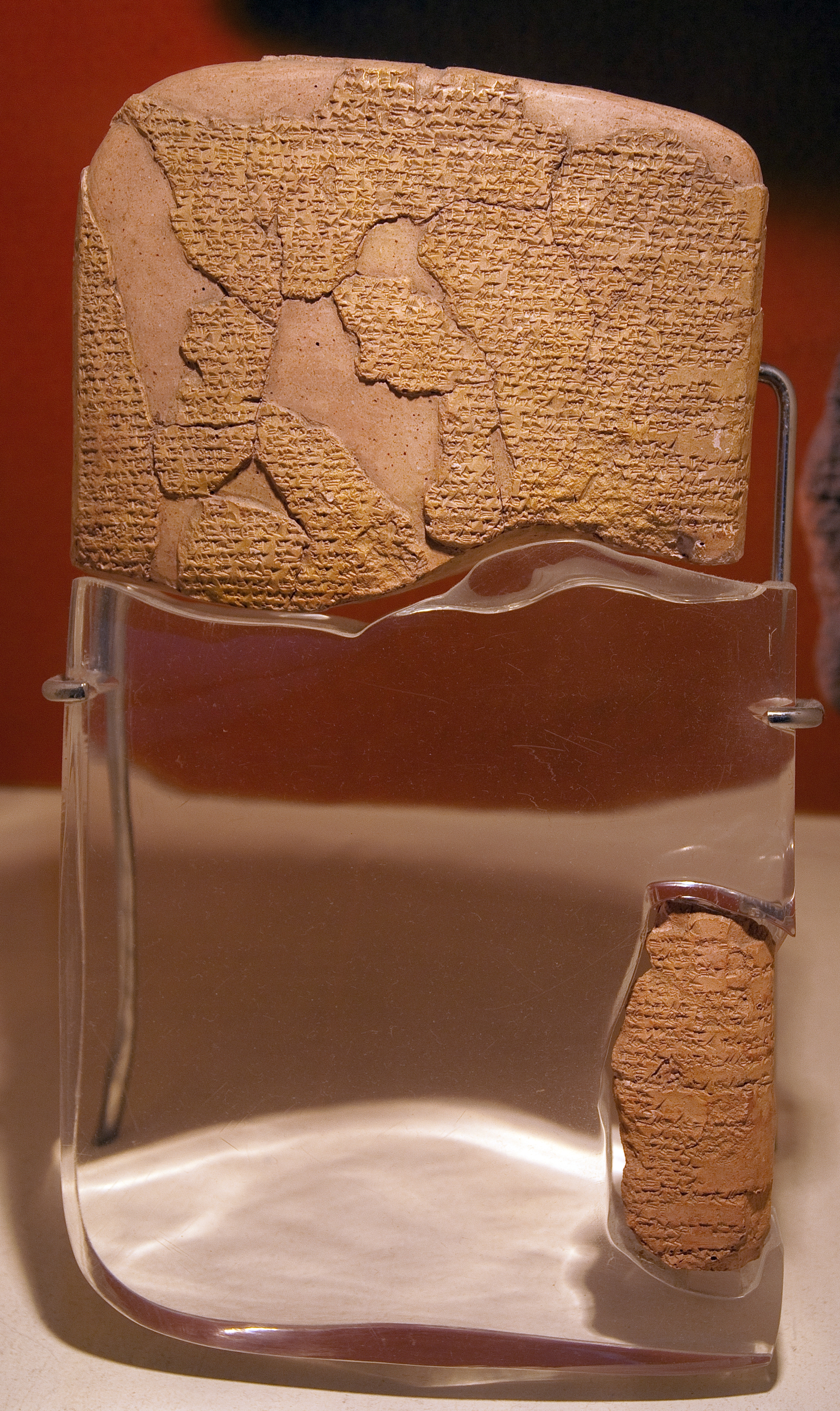
カデシュの戦いの講和（ハットゥシャで発掘、イスタンブール考古学博物館所蔵）

最も古い講和の記録は古代エジプトとヒッタイトの間でカデシュの戦い（紀元前1274年頃）の後に交わされたものである。シリア地方をめぐって二つの帝国は長年摩擦を続け、ついに戦いが起こった。消耗が著しい4日間の戦いの後どちらも決定的な優位を得られないまま勝利を宣言した。しかし解決なしには数年後にも戦争が起こる可能性があり、両国にその余裕がなかったため、一応の講和を残して戦争は終結した。
この講和はエジプトの文字（ヒエログリフ）とヒッタイトの文字（楔形文字によるアッカド語）による互いの言語のバージョンが作られ、両者とも現存している。両者の言語で平和条約が作られるのは今日に至る方式であり、ほとんどの内容はまったく同じだが、読み比べると互いに都合のいい部分も見られる。ヒッタイト側の文章では「エジプトが請うて講和に至った」と書かれ、エジプト側では逆のことが書かれている。この条約は銀板の形で交わされ、エジプトが持ち帰った銀板の内容はカルナック神殿に刻まれた。
エジプトのラムセス2世とヒッタイトのハットゥシリ3世の敵対状態はこの条約で終結した。18条ある条文のうち、第1条は平和を謳い、互いの神々もそれを望んでいると宣言している。その後の内容は国境の確定、相互不可侵など近代の講和にもあるような内容だが、敵対行為の終結のみを取り決める近代の平和条約以上の内容がここにはある。すなわち、第三の敵がどちらかを攻めた場合、または内戦が起きた場合、両国が共同で防衛に当たるという同盟関係を作るという内容である。また難民の引渡しを義務付け、一切の危害を加えないという条件も課されている。これを最初の引渡し条約と見る者もいる。ほかにも条約が破られた場合の罰則もある。
これは国際関係の研究史上重要な資料であり、国際連合本部にもレプリカが展示されている。

### ヴェルサイユ条約
平和条約の最も著名な例は、第一次世界大戦の公式な終わりとなったヴェルサイユ条約がある。この条約は一方では最も悪名高い平和条約で、歴史学者の中にはドイツにおける反発やナチズムの勃興につながり、第二次世界大戦を結果的に引き起こしたとして糾弾する者もいる。ヴェルサイユ条約により、ドイツは巨額の賠償金を戦勝国へ払うよう強制され、第一次大戦を起こした戦争責任を唯一引き受けさせられ、再軍備に関して厳しい制限をかけられたが、これがドイツ国内に深い恨みと反感を呼び起こした。ヴェルサイユ条約に第二次大戦を引き起こした責任があるのかどうかについてはさておき、これは平和条約を作ることに存在する困難を示すものである。

### ウェストファリア条約
その他平和条約の有名な例にはウェストファリア条約として知られる一連の平和条約がある。これは近代的な外交手法の始まりであり近代国際法の元祖となり、近代的な国民国家システムの開始ともされる。この後の戦争は宗教の問題をめぐるものではなく、国家の問題をめぐるものとなった。またカトリックとプロテスタントの勢力が同盟を結ぶことを可能にし、欧州の再編につながった。

## 単独講和と全面講和

### 単独講和
共同交戦国のうちの一国がその同盟国から離脱して単独に敵国と結ぶ講和。また、複数の相手国のうちのある一国とだけ単独に結ぶ講和である。第二次世界大戦で連合国は共同宣言において単独で講和する事を禁じた。枢軸国もまた日独伊単独不講和協定などで単独講和を禁じていたが、大戦後半になると単独講和に走る国が続出している。

### 全面講和
戦争終結にあたって、敵国を同じくして同盟関係にある全交戦国が、共同して講和条約を結ぶこと。また、ある一国が全交戦国と講和すること。

### 日本の例
日本では太平洋戦争終結後、連合国との平和条約を結ぶ際に単独講和か全面講和かで論争となったが、この場合の単独講和とは、共産主義陣営を除くアメリカなどの自由主義陣営の国々とのみ講和条約を結ぶという「片面講和」あるいは「部分講和」ともいわれるもので、一方の全面講和もソ連や中国などの共産主義陣営を含む、全ての国と講和条約を結ぶべきという主張であり、これらは冷戦下における対立構造の中での論争であって、上で述べた本来の単独講和ないし全面講和とは意味や主旨が異なる。
ソ連の継承国となったロシア連邦とは北方領土問題が解決されていないこともあり、第二次世界大戦後では唯一かつ未だに平和条約が結ばれていない。